# Kaia Kanepiová
Kaia Kanepiová (nepřechýleně Kanepi, * 10. června 1985 Tallinn) je estonská profesionální tenistka. Ve své dosavadní kariéře vyhrála na okruhu WTA Tour čtyři turnaje ve dvouhře, včetně Brisbane International 2012 a Brussels Open 2013 z kategorie Premier. V rámci okruhu ITF získala dvacet titulů ve dvouhře a dva ve čtyřhře.
Na žebříčku WTA byla ve dvouhře nejvýše klasifikována v srpnu 2012 na 15. místě a ve čtyřhře pak v červnu 2011 na 106. místě.
Ve fedcupovém týmu debutovala v sezóně 2000 základním blokem 2. skupiny zóny Evropy a Afriky proti Moldavsku, v němž vyhrála dvouhru s Volcovovou a po boku Aniové odešly poraženy ze čtyřhry. Estonky zvítězily 2:1 na zápasy. Do září 2022 v soutěži nastoupila k třiceti šesti mezistátním utkáním s bilancí 28–11 ve dvouhře a 13–4 ve čtyřhře.
Estonsko reprezentovala na Letních olympijských hrách 2004 v Athénách a po čtyřech letech se zúčastnila pekingských Her XXIX. letní olympiády.
V roce 2008 se stala Sportovkyní roku Estonska.

## Tenisová kariéra
Jako první estonská tenistka postoupila v roce 2006 do singlového finále turnaje WTA Tour. Na hasseltském Gaz de France Stars však nestačila na Belgičanku Kim Clijstersovou. Výhrou na palermském Internazionali Femminili di Tennis di Palermo 2010 nad Italkou Flaviou Pennettaovou se stala první estonskou vítězkou události WTA. Jako první Estonka si také zahrála čtvrtfinále grandslamové dvouhry a byla členkou elitní světové dvacítky na žebříčku WTA.
Z pozice 44. hráčky klasifikace vyřadila v úvodním kole US Open 2018 rumunskou světovou jedničku Simonu Halepovou.
V roce 2022 si v 36 letech zahrála na Australian Open 2022 čtvrtfinále, když v osmifinále porazila světovou dvojku Arynu Sabalenkovou ve třech setech. Zkompletovala tak svou sbírku účastí ve čtvrtfinále na každém grandslamovém turnaji. Do svého premiérového grandslamového semifinále se však po třísetové porážce s Polkou Igou Świątekovou nedostala.

## Finále na okruhu WTA Tour
| Legenda                                      |
| -------------------------------------------- |
| D – dvouhra; Č – čtyřhra                     |
| Grand Slam (0)                               |
| Turnaj mistryň (0)                           |
| Premier Mandatory & Premier 5 / WTA 1000 (0) |
| Premier / WTA 500 (2–2 D)                    |
| International / WTA 250 (2–4 D; 0–1 Č)       |

### Dvouhra: 10 (4–6)
| Stav       | č. | datum             | turnaj                          | kategorie     | povrch    | soupeřka ve finále        | výsledek           |
| ---------- | -- | ----------------- | ------------------------------- | ------------- | --------- | ------------------------- | ------------------ |
| Finalistka | 1. | 5. listopadu 2006 | Hasselt, Belgie                 | Tier III      | tvrdý (h) | Kim Clijstersová          | 3–6, 6–3, 4–6      |
| Finalistka | 2. | 5. října 2008     | Tokio, Japonsko                 | Tier III      | tvrdý     | Caroline Wozniacká        | 2–6, 6–3, 1–6      |
| Vítězka    | 1. | 18. července 2010 | Palermo, Itálie                 | International | antuka    | Flavia Pennettaová        | 6–4, 6–3           |
| Finalistka | 3. | 23. října 2011    | Moskva, Rusko                   | Premier       | tvrdý (h) | Dominika Cibulková        | 6–3, 6–7(1–7), 5–7 |
| Vítězka    | 2. | 7. ledna 2012     | Brisbane, Austrálie             | Premier       | tvrdý     | Daniela Hantuchová        | 6–2, 6–1           |
| Vítězka    | 3. | 5. května 2012    | Estoril, Portugalsko            | International | antuka    | Carla Suárezová Navarrová | 3–6, 7–6(8–6),6–4  |
| Finalistka | 4. | 23. září 2012     | Soul, Jižní Korea               | International | tvrdý     | Caroline Wozniacká        | 1–6, 0–6           |
| Vítězka    | 4. | 25. května 2013   | Brusel, Belgie                  | Premier       | antuka    | Pcheng Šuaj               | 6–2, 7–5           |
| Finalistka | 5. | 7. února 2021     | Melbourne, Austrálie            | WTA 500       | tvrdý     | Elise Mertensová          | 4–6, 1–6           |
| Finalistka | 6. | 7. srpna 2022     | Washington, D.C., Spojené státy | WTA 250       | tvrdý     | Ljudmila Samsonovová      | 6–4, 3–6, 3–6      |

### Čtyřhra: 1 (0–1)
| Stav       | č. | datum          | turnaj        | kategorie     | povrch | spoluhráčka        | soupeřky ve finále                    | výsledek         |
| ---------- | -- | -------------- | ------------- | ------------- | ------ | ------------------ | ------------------------------------- | ---------------- |
| Finalistka | 1. | 15. dubna 2012 | Kodaň, Dánsko | International | tvrdý  | Sofia Arvidssonová | Kimiko Date Krummová Rika Fudžiwarová | 2–6, 6–4, [5–10] |

## Finále na okruhu ITF
| Dotace turnajů okruhu ITF | Dotace turnajů okruhu ITF |
| ------------------------- | ------------------------- |
| 100 000 $ tournaments     | 80 000 $ tournaments      |
| 75 000 $ tournaments      | 60 000 $ tournaments      |
| 50 000 $ tournaments      | 25 000 $ tournaments      |
| 15 000 $ tournaments      | 10 000 $ tournaments      |

### Dvouhra (21 titulů)
| č.  | datum         | turnaj                         | povrch    | soupeřka ve finále             | výsledek                |
| --- | ------------- | ------------------------------ | --------- | ------------------------------ | ----------------------- |
| 1.  | červen 2000   | Tallinn, Estonsko              | antuka    | Margit Rüütelová               | 6–1, 6–2                |
| 2.  | červen 2001   | Tallinn, Estonsko              | antuka    | Ľubomíra Kurhajcová            | 7–6(7–4) 6–3            |
| 3.  | červen 2003   | Galatina, Itálie               | antuka    | María José Martínez Sánchezová | 6–3, 6–3                |
| 4.  | září 2003     | Turín, Itálie                  | antuka    | Mervana Jugić-Salkićová        | 6–3, 6–3                |
| 5.  | únor 2004     | Sunderland, Spojené království | tvrdý (h) | Anna Čakvetadzeová             | 7–6(7–5), 6–0           |
| 6.  | červenec 2005 | Fano, Itálie                   | antuka    | Melinda Czinková               | 3–6, 6–1, 7–5           |
| 7.  | květen 2010   | Cagnes-sur-Mer, Francie        | antuka    | Maša Zec Peškiričová           | 6–3, 6–2                |
| 8.  | květen 2010   | Saint-Gaudens, Francie         | antuka    | Čang Šuaj                      | 6–2, 7–5                |
| 9.  | červenec 2014 | Biarritz, Francie              | antuka    | Teliana Pereirová              | 6–2, 6–4                |
| 10. | prosinec 2015 | Bangkok, Thajsko               | tvrdý     | Patty Schnyderová              | 6–3, 6–3                |
| 11. | červen 2017   | Essen, Německo                 | antuka    | Patty Schnyderová              | 3–6, 7–6(7–5), 2–0skreč |
| 12. | červenec 2017 | Pärnu, Estonsko                | antuka    | Polina Golubovská              | 6–1, 6–0                |
| 13. | listopad 2017 | Nantes, Francie                | tvrdý (h) | Richèl Hogenkampová            | 6–3, 6–4                |
| 14. | červen 2018   | Brescia, Itálie                | antuka    | Martina Trevisanová            | 6–4, 6–3                |
| 15. | prosinec 2019 | Milovice, Česko                | tvrdý (h) | Anastasia Kuliková             | 6–4, 6–3                |
| 16. | říjen 2020    | Cherbourg-en-Cotentin, Francie | tvrdý (h) | Harriet Dartová                | 6–4, 6–4                |
| 17. | říjen 2020    | Istanbul, Turecko              | tvrdý (h) | Věra Zvonarevová               | 6–3, 6–3                |
| 18. | listopad 2020 | Las Palmas, Španělsko          | antuka    | Majar Šarífová                 | 6–3, 6–2                |
| 19. | srpen 2021    | Pärnu, Estonssko               | antuka    | Anna Sisková                   | 7–5, 6–4                |
| 20. | září 2021     | Fort Worth, Spojené státy      | tvrdý     | Kayla Dayová                   | 6–2, 6–1                |
| 21. | červenec 2023 | Amstelveen, Nizozemsko         | antuka    | Lola Radivojevičová            | 6–2, 7–6(7–5)           |

### Čtyřhra (2 tituly)
| č. | datum         | turnaj                     | povrch    | spoluhráčka        | soupeřky ve finále                      | výsledek |
| -- | ------------- | -------------------------- | --------- | ------------------ | --------------------------------------- | -------- |
| 1. | říjen 2003    | Jersey, Spojené království | tvrdý (h) | Sofia Arvidssonová | Yvonne Meusburgerová Hanna Nooniová     | 6–3, 7–5 |
| 2. | červenec 2007 | Biella, Itálie             | antuka    | Maret Aniová       | Mervana Jugić-Salkićová Renata Voráčová | 6–4, 6–1 |

## Postavení na konečném žebříčku WTA

### Dvouhra
| Rok    | 2001 | 2002   | 2003   | 2004   | 2005   | 2006  | 2007  | 2008  | 2009  | 2010  | 2011  | 2012  | 2013  | 2014  | 2015   | 2016   | 2017   |
| Pořadí | 203. | ▼ 283. | ▲ 167. | ▼ 226. | ▲ 120. | ▲ 64. | ▼ 75. | ▲ 27. | ▼ 61. | ▲ 22. | ▼ 34. | ▲ 19. | ▼ 30. | ▼ 52. | ▼ 126. | ▼ 301. | ▲ 107. |

### Čtyřhra
| Rok    | 2002 | 2003   | 2004 | 2005   | 2006   | 2007   | 2008   | 2009   | 2010   | 2011   | 2012   | 2013 | 2014   | 2015 | 2016 | 2017 |
| Pořadí | 546. | ▲ 363. | ▼x   | ▲ 501. | ▼ 890. | ▲ 330. | ▲ 244. | ▲ 156. | ▼ 285. | ▲ 150. | ▲ 119. | —    | ▲ 167. | —    | —    | —    |